# Pandami
Pandami ist eine philippinische Stadtgemeinde in der Provinz Sulu. Sie hat 25.885 Einwohner (Zensus 1. August 2015).

## Baranggays
Pandami ist politisch in 16 Baranggays unterteilt.
| - Baligtang - Bud Sibaud - Hambilan - Kabbon - Lahi - Lapak - Laud Sibaud - Malanta | - Mamanok - North Manubul - Parian Dakula - Sibaud Proper - Siganggang - South Manubul - Suba-suba - Tenga Manubul |